# Oaks (Missouri)
Oaks és una població dels Estats Units a l'estat de Missouri. Segons el cens del 2000 tenia 136 habitants.

## Demografia
Segons el cens del 2000, Oaks tenia 136 habitants, 56 habitatges, i 45 famílies. La densitat de població era de 525,1 habitants per km².
Dels 56 habitatges en un 30,4% hi vivien nens de menys de 18 anys, en un 75% hi vivien parelles casades, en un 5,4% dones solteres, i en un 19,6% no eren unitats familiars. En el 16,1% dels habitatges hi vivien persones soles el 5,4% de les quals corresponia a persones de 65 anys o més que vivien soles. El nombre mitjà de persones vivint en cada habitatge era de 2,43 i el nombre mitjà de persones que vivien en cada família era de 2,73.
Per edats la població es repartia de la següent manera: un 19,9% tenia menys de 18 anys, un 2,9% entre 18 i 24, un 30,1% entre 25 i 44, un 29,4% de 45 a 60 i un 17,6% 65 anys o més.
L'edat mediana era de 44 anys. Per cada 100 dones de 18 o més anys hi havia 91,2 homes.
La renda mediana per habitatge era de 72.500 $ i la renda mediana per família de 76.131 $. Els homes tenien una renda mediana de 44.375 $ mentre que les dones 45.000 $. La renda per capita de la població era de 26.823 $. Entorn del 2,4% de les famílies i el 2,1% de la població estaven per davall del llindar de pobresa.

## Poblacions més properes
El següent diagrama mostra les poblacions més properes.